# Citibank (Magyarország)
A Citibank Europe plc Magyarországi Fióktelepe vagy röviden Citibank egy magyarországi kereskedelmi bank, ami működését 1985-ben kezdte meg. Tulajdonosa az írországi Citibank Europe plc, amely az amerikai Citibank európai leányvállalata.

## Története
Kezdetben offshore formában működött, mivel Magyarországon a kétszintű bankrendszert csak 1987. január 1-jén vezették be (igaz a politikai döntés 1985-ben született meg), így addig Magyarországon kereskedelmi bankok nem működhettek, csak takarékszövetkezetek.
Az 1985 és 1995 közötti időszakban főként magyarországi nagyvállalatoknak és multinacionális cégeknek nyújtottak banki szolgáltatásokat. 1995 után nyitottak a lakossági üzletág felé is, első bankfiókjuk a budapesti Vörösmarty téren nyílt meg.
1998-ban felvásárolták a magyarországi Európai Kereskedelmi Bankot, majd 2000-ben az ING Bank magyarországi lakossági, valamint kis- és középvállalkozási üzletágát és fiókhálózatát.
A Citibank Zrt 2009. január 1-jén beolvadt az írországi székhelyű Citibank Europe plc-be, jelenleg ennek magyarországi fióktelepeként működik.
A Citigroup 2014. október 14-én bejelentette, hogy a régió más országaihoz hasonlóan kivonul a magyar lakossági piacról.
A teljes lakossági üzletág akvizícióját 2015 szeptemberében jelentette be az Erste Bank, az átvételre 2017. február 4-én került sor.
A Citigroup 2021. június 25-én hivatalosan is bejelentette, hogy létrehoz egy új szervezeti egységet ‘Digital Asset Group’ néven a vagyonkezelési üzletágán belül, amely bitcoin és alternatív digitális eszköz szolgáltatásokat kínál.